# Dolce Paola
Dolce Paola is een single van de Belgische zanger Adamo uit 1964. Hij schreef dit lied met grote zekerheid voor de Belgische Prinses Paola.

## Tracklist

### 7" Single
Electrola E 22 878 [de] (1964)
1. Dolce Paola
2. À vot' bon cœur

## Hitnoteringen
| Dolce Paola                | Dolce Paola           | Dolce Paola | Dolce Paola | Dolce Paola | Dolce Paola | Dolce Paola | Dolce Paola | Dolce Paola | Dolce Paola | Dolce Paola | Dolce Paola | Dolce Paola | Dolce Paola | Dolce Paola | Dolce Paola      |
| Hitlijst                   | Datum van binnenkomst | Week:       | 1           | 2           | 3           | 4           | 5           | 6           | 7           | 8           | 9           | 10          | 11          | 12          | Laatste notering |
| -------------------------- | --------------------- | ----------- | ----------- | ----------- | ----------- | ----------- | ----------- | ----------- | ----------- | ----------- | ----------- | ----------- | ----------- | ----------- | ---------------- |
| Tijd voor Teenagers Top 10 | 14-11-1964            | Positie:    | 6           | 5           | 5           | 7           | 6           | 5           | 10          | 10          |             |             |             |             | 02-01-1965       |
| Nederlandse Top 40         | 02-01-1965            | Positie:    | 4           | 7           | 10          | 11          | 7           | 9           | 10          | 15          | 15          | 14          | 28          | 28          | 20-03-1965       |
| Tijd voor Teenagers Top 10 | 23-01-1965            | Positie:    |             |             |             |             |             |             |             |             | 9           | 7           |             |             | 30-01-1965       |

### Evergreen Top 1000
| Evergreen Top 1000 "Dolce Paola" | Evergreen Top 1000 "Dolce Paola" | Evergreen Top 1000 "Dolce Paola" | Evergreen Top 1000 "Dolce Paola" | Evergreen Top 1000 "Dolce Paola" | Evergreen Top 1000 "Dolce Paola" | Evergreen Top 1000 "Dolce Paola" | Evergreen Top 1000 "Dolce Paola" | Evergreen Top 1000 "Dolce Paola" | Evergreen Top 1000 "Dolce Paola" | Evergreen Top 1000 "Dolce Paola" | Evergreen Top 1000 "Dolce Paola" | Evergreen Top 1000 "Dolce Paola" | Evergreen Top 1000 "Dolce Paola" | Evergreen Top 1000 "Dolce Paola" | Evergreen Top 1000 "Dolce Paola" | Evergreen Top 1000 "Dolce Paola" |
| Jaar                             | 2008                             | 2009                             | 2010                             | 2011                             | 2012                             | 2013                             | 2014                             | 2015                             | 2016                             | 2017                             | 2018                             | 2019                             | 2020                             | 2021                             | 2022                             | 2023                             |
| -------------------------------- | -------------------------------- | -------------------------------- | -------------------------------- | -------------------------------- | -------------------------------- | -------------------------------- | -------------------------------- | -------------------------------- | -------------------------------- | -------------------------------- | -------------------------------- | -------------------------------- | -------------------------------- | -------------------------------- | -------------------------------- | -------------------------------- |
| Positie                          | 22                               | 8                                | 77                               | 20                               | 13                               | 206                              | 114                              | 174                              | 174                              | 201                              | 532                              | 529                              | 435                              | 565                              | 738                              | 659                              |

### NPO Radio 2 Top 2000
| Nummer met noteringen in de NPO Radio 2 Top 2000 | '01  | '02  | '03  | '04 | '05 | '06 | '07 | '08 | '09  | '10  | '11  |
| ------------------------------------------------ | ---- | ---- | ---- | --- | --- | --- | --- | --- | ---- | ---- | ---- |
| Dolce Paola / A Vot'Bon Coeur                    | 1038 | 1079 | 1069 | 931 | 732 | 923 | 610 | 788 | 1458 | 1343 | 1845 |

1. ↑  Een vetgedrukt getal geeft de hoogste notering aan.
2. ↑  2001 was het eerste jaar met een notering voor dit nummer.
3. ↑  Deze tabel is bijgewerkt tot en met de laatste editie (2024).